# Ricardo Miguel Martins Alves
Ricardo Miguel Martins Alves, meglio noto come Ricardo Alves (Vila Nova de Cerveira, 9 maggio 1991), è un calciatore portoghese, difensore del Chaves.

## Carriera

### Club

#### Gli inizi giovanili e Tourizense
Ricardo Alves è nato nel 1991 a Vila Nova de Cerveira, nel distretto di Viana do Castelo, e dopo gli inizi calcistici al Cerveira, nel 2006 si aggrega alle giovanili dello Sporting Lisbona, dove rimane fino al 2009, quando si trasferisce all'Académica. Per la stagione 2010-2011 la squadra di Coimbra lo manda in prestito alla Tourizense, in terza divisione.

#### Marítimo B
Nel 2011 viene ceduto a titolo definitivo al Marítimo B e gioca 25 partite in terza serie, centrando la promozione in Segunda Liga al termine della stagione. Debutta tra i professionisti il 12 agosto 2012 in casa del Leixões, nella sfida persa 0-1, in cui lo stesso Ricardo Alves viene espulso. Il 30 settembre segna la rete che decide la gara casalinga contro la Portimonense. Gioca al Marítimo per un'altra stagione, prima di lasciare l'isola di Madera nel 2014.

#### Le esperienze romene
Nell'estate 2014 si trasferisce in Romania, al Concordia Chiajna, squadra militante in Liga I. Il 13 agosto esordisce con la nuova maglia nel match perso 2-0 in casa del Târgu Mureș.
Nel giugno 2015 lascia il Concordia e raggiunge l'Astra Giurgiu. Nonostante scenda in campo molto raramente (solo otto presenze in due anni), ha modo di vincere, nella sola stagione 2015-2016, sia il campionato che la Supercoppa romena.

#### Ritorno in Portogallo: Leixões e Tondela
Nel giugno 2017 torna in patria, accasandosi al Leixões, con cui si accorda con un contratto biennale. A fine stagione lascia comunque la squadra per trasferirsi al Tondela, con cui ha comodo di debuttare in Primeira Liga, entrando nel secondo tempo al posto dell'infortunato Ricardo Costa, nella sconfitta casalinga per 0-1 contro il Braga. Il Tondela raggiunge la salvezza sia nella stagione 2018-2019 (con un quindicesimo posto), che nella seguente (quattordicesimo).

### Nazionale
Dopo quattro presenze col Portogallo under-20, il 3 giugno 2011 scende in campo con la nazionale under-21 nella seconda metà di gioco dell'amichevole vinta 2-0 a Faro contro l'Austria.

## Palmarès

### Club

#### Competizioni nazionali
- Campionato rumeno: 1

Astra Giurgiu: 2015-2016
- Supercoppa di Romania: 1

Astra Giurgiu: 2016
- Segunda Liga: 1

Tondela: 2024-2025